# Aramballi, Narasimharajapura
Aramballi là một làng thuộc tehsil Narasimharajapura, huyện Chikmagalur, bang Karnataka, Ấn Độ.